# Wellington College (Berkshire)
 For alternative betydninger, se Wellington College. (Se også artikler, som begynder med Wellington College)
Wellington College er en britisk privat kostskole i landsbyen Crowthorne i Berkshire. Wellington er registeret charity (#309093) og har nu over 1.000 elever i alderen 13 til 18 år. Den blev bygget som et nationalt monument over Hertugen af Wellington (1769–1852), som skolen blev opkaldt efter. Dronning Victoria af Storbritannien lagde grundstenen i 1856, og skolen blev indviet d. 29. januar 1859.
Adskillige elever fra Wellington kæmpede i skyttegravene under 1. verdenskrig lige efter at have forladt skolen, da de meldte sig til militærtjeneste og 707 af dem mistede livet. Yderligere 501 tidligere elever blev dræbt under 2. verdenskrig.
Skolen er medlem af Rugby Group, som inkluderer Harrow School og Charterhouse School og er også medlem af G20 Schools group. Good Schools Guide kalder skolen for "en seriøs aktør på uddannelsesområdet".

## Tidligere elever
Blandt berømte elever på Wellington College er P. J. Marshall, arkitekt Nicholas Grimshaw, impressionisten Rory Bremner, Adolphus Cambridge, 1. markis af Cambridge, forfatter Sebastian Faulks, sprogskolepioner John Haycraft, politisk journalist Robin Oakley, skuespiller sir Christopher Lee, liberal politiker George Ferguson, som blev den første valgte borgmester af Bristol (2012– ), forfatter George Orwell (som flyttede til Eton), forfatteren Rupert Croft-Cooke, digteren Gavin Ewart, komponisten John Gardner, verdensmester i motorsport James Hunt, Leder af House of Lords Lord Strathclyde, journalist og tv-vært Peter Snow, Pop Idol-vinderen Will Young, den BRIT Award-nominerede sanger Nerina Pallot og rugby union-spilleren James Haskell og brødrene Max og Thom Evans.